# Cornelius Martini

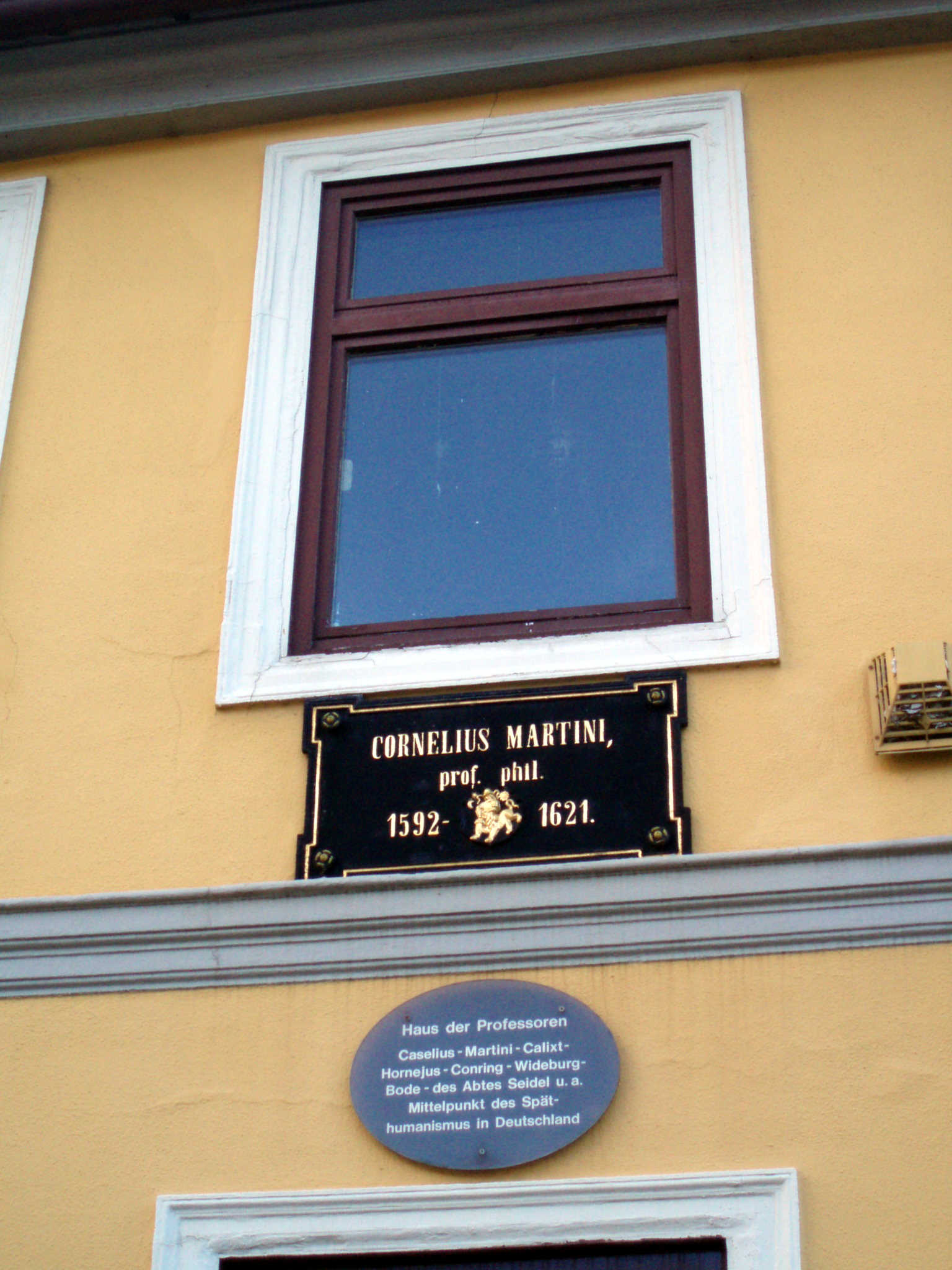
Gedenktafel in Helmstedt

Cornelius Martini, auch: Cornelius Martinus (* 1568 in Antwerpen; † 17. Dezember 1621 in Helmstedt) war ein Theologe und Vertreter der Reformation.

## Leben
Der humanistisch gebildete Sohn eines Deichgrafen und Ratsherrn verließ seine Heimat infolge der Verfolgung seines Glaubensbekenntnisses und begann einige Reisen. Ab 1584 studierte er an der Universität Rostock. In Helmstedt konnte er 1592 Mitglied der philosophischen Fakultät werden. Dort errang er auch die Promotion zum Magister artium.
An der Universität Helmstedt begann Martini 1597 im Unterricht mit der Einführung der Metaphysik, auf den Werken von Aristoteles fußend. Obwohl auch an den Universitäten Wittenberg, Altdorf und Straßburg gleiche Entwicklungen liefen, gilt Martini heute in den Lehrmeinungen als der eigentliche Begründer der protestantischen Schulmetaphysik.
Mit diesen Vorlesungen geriet er innerhalb der protestantischen Lehrmeinungen in eine Opposition zu konservativen Positionen. Diese wandten sich strikt gegen Einflüsse der Philosophie in die theologischen Lehrmeinungen. Auf dem Regensburger Religionsgespräch von 1601 verurteilte er die Lehrmeinung der Ramisten und deren Position der doppelten Wahrheit. Zuvor war er, in die gleiche Richtung wirkend, 1598 schon am Hofmannschen Streit an der Universität Helmstedt beteiligt.
Mit seiner strengen Abgrenzung der Theologie zur Metaphysik vertrat er einen idealistischen Standpunkt zur Wissenschaft, den er konsequent verteidigte. Damit bahnte er aber auch der naturwissenschaftlichen Lehre einen Weg in der universitären Lehre.

## Werke
- Commentarius in Aristoteles librum Peri hermeneias. Helmstedt 1594
- Compendium metaphysicum. Straßburg 1605
- Metaphysica commentatio. Wittenberg 1605. (Digitalisat)
- De analysi logica tractatus. Weiss, Frankfurt am Main 1634. (Digitalisat)
- Reponsi ad primam et miserabilem vexatam quaestionem Balthasaris Meisneri. Helmstedt 1621
- Metaphysica. Helmstedt 1622
- Commentariorum logicorum adversus Ramistas libri V. Helmstedt 1623
- Disputationes physicae. Helmstedt 1647
- Disputationes logicae. Helmstedt 1652
- Disputationes ethicae. Helmstedt 1658